# 尤利娅·普罗科普丘克
尤利娅·阿纳托利耶夫娜·普罗科普丘克（烏克蘭語：Юлія Анатоліївна Прокопчук，1986年10月23日—），乌克兰女子跳水运动员，2009年夏季世界大学生运动会女子10米跳台铜牌得主、2013年世界游泳锦标赛女子10米跳台铜牌得主、2015年世界游泳锦标赛混合团体银牌得主。